# Plenipotenz
Der kaiserliche Plenipotentiar oder Generalkommissar war im 17. und 18. Jahrhundert der Stellvertreter des Kaisers des Heiligen Römischen Reiches in Reichsitalien. Er stand einer Behörde vor, die Plenipotenz bzw. Generalkommissariat genannt wurde.

## Entstehung
Im frühen 16. Jahrhundert begann sich die Einrichtung der Plenipotenz herauszubilden. Hintergrund war der Streit zwischen Rudolf II. und Philipp III. über die Belehnung mit Mailand und Siena. Der Kaiser sandte den Reichshofrat Paul Garzweiler nach Italien, um die Lehnsprobleme vor Ort zu klären. Bei der Rückkehr schlug dieser eine ständige kaiserliche Vertretung in Reichsitalien vor. Bis dahin entsandte der Kaiser von Fall zu Fall Kommissare. Nunmehr sollte eine dauerhafte Präsenz durch einen Vertreter des Kaisers in den italienischen Lehnsgebieten erfolgen. Damit sollten die Beziehungen zu den italienischen Lehen verstärkt werden. Nur so seien kleine Lehnsherren vor dem Zugriff der Mächtigeren zu schützen. Vor allem gegenüber Spanien galt es die Reste der kaiserlichen Rechte durch ein Amt zusammenzufassen und damit besser zu schützen. Das alte Amt des Reichsvikars sollte nicht wiederbelebt werden, weil dieses nur schwer zu kontrollieren war. Stattdessen setzte man auf ständige Generalkommissare aus dem Reichsadel.
Der Herzog von Massa wurde zwischen 1606 und 1608 eingesetzt. Im Jahr 1624 wurde der Herzog Ferrante II. Gonzaga zum Generalkommissar ernannt. Das Amt bestand allerdings zunächst nur bis 1639. Auf Drängen des Reichshofrates, deren Mitglieder  um einen Teil ihres Einflusses besorgt waren, wurde der Posten 1639 wieder abgeschafft. An die Stelle traten wieder vorübergehende Kommissare. Wohl erst 1715 wurde das Amt mit der Ernennung von Carlo Borromeo Arese erneuert. Erst seither war auch der Begriff des Plenipotentiars gebräuchlich.

## Aufgaben
Der Sitz der Einrichtung war Mailand, dann Pisa und Pavia. Neben dem Plenipotentiar gehörten zu der Behörde der Plenipotenz ein Fiskal mit teilweise staatsanwaltlichen Aufgaben und verschiedene Sekretäre. Der Inhaber war der bevollmächtigte Stellvertreter des Kaisers in Italien. Aufgabe des Plenipotentiars war es, in Vergessenheit geratene Reichsrechte zu suchen und in Reichshofratsprozessen, die mit italienischen Aspekten zu tun hatten, Untersuchungen anzustellen. Insgesamt besaß er die Zuständigkeit für alle Fragen der Lehen in Italien. Hinzu kam aber auch die Sicherstellung der Versorgung der kaiserlichen Truppen in Italien. Dabei verhandelten die Amtsinhaber mit den Vasallen über die Höhe der zu leistenden Kontributionen.
Die Inhaber des Amtes versuchten verschiedentlich die Plenipotenz zu einem regelrechten Gericht umzuwandeln. Sowohl Carlo Borromeo Arese wie auch Antoniotto Botta Adorno scheiterten damit am Widerstand des Reichshofrates. In den kaiserlichen Instruktionen für Botta Adornos Nachfolger Johann Sigismund von Khevenhüller-Metsch wurde 1775 festgelegt, dass zukünftig die Plenipotenz nie die Funktion eines ordentlichen Gerichtes bekommen würde.
In den letzten Jahren waren die Inhaber des Amtes wie Karl Gottharrd von Firmian oder Johann Josef von Wilczek meist auch bevollmächtigte Minister für die österreichischen Besitzungen in der Lombardei. Konflikte zwischen der Plenipotenz und den österreichischen Behörden in Mailand hatten damit zwar ein Ende. Aber die faktische Personalunion bedeutete auch, dass die österreichischen Interessen Vorrang vor den Rechten des Reiches hatten.